# 산인초등학교
산인초등학교는 대한민국 경상남도 함안군 산인면 내인리에 있는 공립 초등학교이다.

## 연혁
- 1931년 4월 3일 산인공립보통학교(4년제) 개교(송정리)
- 1938년 4월 1일 산인공립심상소학교로 개칭
- 1940년 4월 1일 6년제로 승격
- 1941년 4월 1일 산인공립국민학교로 개칭
- 1956년 6월 30일 현 위치로 학교 이전
- 1996년 3월 1일 산인초등학교로 개칭
- 2003년 8월 25일 급식소 신축
- 2008년 10월 27일 도서관 현대화 사업 실시
- 2012년 3월 1일 특수학급 신설(1학급)
- 2014년 9월 1일 제25대 심영순 교장 취임
- 2015년 1월 2일 학교 숲 조성사업
- 2017년 2월 10일 제83회 졸업장 수여식 (남:7명 여:1명 계:8명, 졸업생 총수 3,940명)
- 2018년 2월 13일 제84회 졸업장 수여식 (남:3명 여:8명 계:11명, 졸업생 총수 3,951명)

## 참고 자료
- 산인초등학교 - 한국교육학술정보원 학교알리미